# Sầu riêng
Sầu riêng là loại quả ăn được của một số loài cây thuộc chi Sầu riêng, họ Cẩm quỳ, bộ Cẩm quỳ. Có 30 loài sầu riêng được công nhận, ít nhất 9 loài trong số đó cho quả ăn được. Durio zibethinus, có nguồn gốc từ Borneo và Sumatra, là loài duy nhất được bán trên thị trường quốc tế. Loài có hơn 300 giống được đặt tên ở Thái Lan và 100 giống ở Malaysia tính đến năm 1987. Các loài khác được bán ở khu vực địa phương của chúng.
Được mệnh danh ở một số vùng là "vua của các loại trái cây", sầu riêng được phân biệt nhờ kích thước lớn, mùi nồng và vỏ phủ đầy gai. Quả có thể lớn, đạt chiều dài 30 cm (12 in) và có đường kính 15 cm (5,9 in) và thường nặng 1 đến 3 kg (2,2 đến 6,6 lb). Hình dạng quả từ thuôn đến tròn, màu vỏ từ xanh đến nâu và thịt từ vàng nhạt đến đỏ, tùy thuộc vào loài.
Một số người cho rằng sầu riêng có mùi thơm ngọt ngào dễ chịu, trong khi số khác lại cho rằng mùi hương quá nồng và khó chịu. Mùi này gợi lên những phản ứng từ cảm kích sâu sắc đến ghê tởm mãnh liệt. Mùi khó ngửi dai dẳng của quả, có thể kéo dài vài ngày, đã khiến một số khách sạn và dịch vụ giao thông công cộng ở Đông Nam Á cấm loại trái cây này. Thịt có thể được tiêu thụ ở nhiều giai đoạn chín khác nhau và được dùng để tạo hương vị cho nhiều món tráng miệng mặn và ngọt trong ẩm thực Đông Nam Á. Hạt cũng có thể ăn được khi nấu chín.

## Thu hoạch
Trước đây, sầu riêng được thu hoạch khi quả đã chín. Tuy nhiên, hiện nay thương lái thường thu hoạch quả sống để thuận tiện cho việc dự trữ, vận chuyển, rồi mang đến vùng tiêu thụ, chẳng hạn như để xuất khẩu. Việc thu hoạch quả sống khi chúng đạt độ già sẽ được tiến hành trên cả vườn cây. Để tránh cắt nhầm quả non chưa đến lúc thu hoạch người ta dùng biện pháp gõ sầu riêng. Biện pháp này giúp xác định chính xác quả già, tránh gây thiệt hại cho người nông dân lẫn thương lái. Kỹ năng này đòi hỏi nhiều kinh nghiệm và đã tạo ra một tầng lớp người trong ngành thạo việc chuyên về công việc cắt quả thu hoạch.